# Vicente Fernández
Vicente Fernández   (Guadalajara, 17 de febrer de 1940 - Guadalajara, 12 de desembre de 2021) va ser un cantant, actor i productor de ranxeres mexicà. Sobrenomenat «Chente» (abreviatura de Vicente), «El Charro de Huentitán», «El Ídolo de México» i «El Rey de la Música Ranchera», Fernández va començar la seva carrera com a músic ambulant i es va convertir en una icona cultural, havent enregistrat més de 100 àlbums i participant en més de 30 pel·lícules. El seu repertori estava format per ranxeres i altres clàssics mexicans com valsos.

## Biografia
L'any 1990, Fernández va publicar l'àlbum Vicente Fernandez y las clásicas de José Alfredo Jiménez, un homenatge al famós compositor mexicà de Guanajuato conegut com El «Déu de la Música Ranchera» José Alfredo Jiménez, que també va ser la seva principal influència musical. L'àlbum li va valer els premis Billboard i Univision de música llatina com a artista masculí de l'any, que va guanyar cinc vegades entre 1989 i 1993. L'11 de novembre de 1998 es va donar a conèixer la seva estrella al passeig de la Fama de Hollywood.
Fernández va estar molt associat amb el Partit Revolucionari Institucional (PRI), que va governar Mèxic des del 1929 fins al 2000 i de nou entre el 2012 i el 2018. Fernández va ser un dels nombrosos intèrprets que va participar en la campanya «Solidaritat» durant l'administració de Carlos Salinas de Gortari als anys 1980, i també va actuar en mítings del PRI. En una ocasió va interpretar la cançó «Estos celos» per a l'aleshores president Enrique Peña Nieto durant una celebració oficial.
El 2000 va ser convidat a la Convenció Nacional Republicana dels Estats Units a Filadèlfia per a cantar la famosa «Cielito lindo». Més endavant, el 16 d'abril de 2016, al final del seu concert de comiat, va cridar que «escopiria» a l'aleshores candidat a les primàries del Partit Republicà a les eleccions presidencials dels Estats Units, Donald Trump, per la seva retòrica contra els immigrants. Fernández també va expressar el seu suport a Hillary Clinton amb una cançó titulada «El Corrido de Hillary Clinton». Després de l'últim debat entre Clinton i Trump, Clinton va convidar Fernández a la celebració al Craig Ranch Regional Park Amphitheatre de Las Vegas.
El 2012, Chicago va donar a Fernández la clau de la ciutat i va posar el seu nom al West 26th Street del barri de Little Village en el seu honor. A més, la ciutat celebra del 20 al 27 d'octubre la «Setmana Vicente Fernández». El 6 d'octubre de 2019 a Guadalajara, Fernández va inaugurar una estàtua creada en el seu honor a la plaça de los Mariachis.
El treball de Fernández li va valer quatre premis Grammy de catorze nominacions, nou premis Grammy llatins, catorze premis Lo Nuestro i una estrella al passeig de la Fama de Hollywood. Va vendre més de 50 milions de còpies a tot el món, convertint-se en un dels artistes mexicans més venuts de tots els temps. El 2016 Fernández es va retirar de les actuacions en directe, tot i que va continuar gravant i publicant música. L'any 2023, Rolling Stone va nomenar Fernández com el millor cantant mexicà de tots els temps i el 95è millor en general en la seva llista «200 millors cantants de tots els temps».